# Крекінг-установки Діїр-Парк
Крекінг-установки Діїр-Парк (Deer-Park) — підприємство нафтохімічної промисловості в Техасі, яке належить енергетичному гіганту Shell.
З 1929 року на південно-східній околиці Х'юстона (на південь від прокладеної по руслу Буффало-байу ділянки Х'юстонського судноплавного каналу) діяла виробнича площадка компанії Shell. В 1940-х до розташованого тут нафтопереробного заводу додали хімічне виробництво, у складі якого в 1971-му запустили парову крекінг-установку OP-II. Вона мала малу потужність — лише 91 тисяча тонн етилену на рік, проте вже за вісім років була доповнена крекінг-установкою OP-III з потужністю по етилену у 860 тис. тонн. З 1981-го OP-II через перевиробництво поставили на консервацію, проте зі зростанням попиту в 1996-му знову ввели в експлуатацію. За кілька років на ній розпочали завершений в 2004-му процес масштабної модернізації, який збільшив потужність до 590 тисяч тонн етилену на рік.
Одним зі споживачів виробленого на майданчику етилену є завод альфа-олефінів у Гейсмарі (Луїзіана), зв'язок з яким забезпечується через належну Shell систему трубопровідну систему Cross State Lines (також здатна перекачувати пропілен).
Обидві установки первісно були орієнтовані на споживання рідкої сировини, при крекінгу якої утворюється значна кількість більш важких, аніж етилен, вуглеводнів — пропілен, фракція С4 (бутадієн, бутени). При цьому в Діїр-Парк могли самостійно вилучати 145 тисяч тонн бутадієну на рік, крім того, з початку 2000-х фракція С4 по трубопроводу спрямовувалась на розташований за сотню кілометрів на північний схід, в районі Порт-Артур, спеціалізований завод з фракціонування Сабіна.
В кінці 2000-х внаслідок «сланцевої революції» з природного газу почалась сепарація великих додаткових обсягів гомологічних наступників метану, зокрема етану. За десятиліття це призвело до появи орієнтованих на останній названий газ нових потужних крекінг-установок (LHC-9, Сідар-Байу, Бейтаун та інші). Проте ще раніше вже існуючі підприємства почали модернізувати з метою використання більш економічно виправданої сировини. Як наслідок, якщо в середині 2000-х нафтохімічне виробництво Діїр-Парк споживало рідкі вуглеводні та гази (включаючи гази нафтопереробки) у пропорції 75/25 %, то вже у 2010-му поставили завдання досягнути частки газів у сировині на рівні 75 %. Втім, і останній показник не був остаточним, так, в 2016-му на OP-III у сировинній суміші на етан приходилось 45 %, пропан — 36 %, бутан та газолін по 9 %.
Зміни у складі сировини призвели до зменшення потужності Діїр-Парк з випуску етилену до 834 тисяч тонн на рік. Одночасно перехід на крекінг газів відбився у різкому зменшенні виходу важких вуглеводнів, через що Shell також вийшла зі складу власників згаданої вище установки фракціонування Сабіна.